# Lamhadi
Lamhadi (franska: Lamhadi (CR), Lamhadi (Commune Rurale), arabiska: الخنانيف) är en kommun i Marocko.   Den ligger i provinsen Taroudannt och regionen Souss-Massa, i den centrala delen av landet, 500 km söder om huvudstaden Rabat. Antalet invånare är 10 645.